# Práxedis G. Guerrero (município)

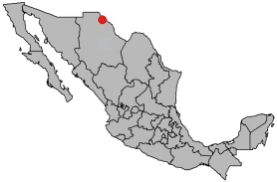
Localização de Práxedis G. Guerrero no estado de Chihuahua.

Práxedis G. Guerrero é um município do estado de Chihuahua.